# Comté de Makueni

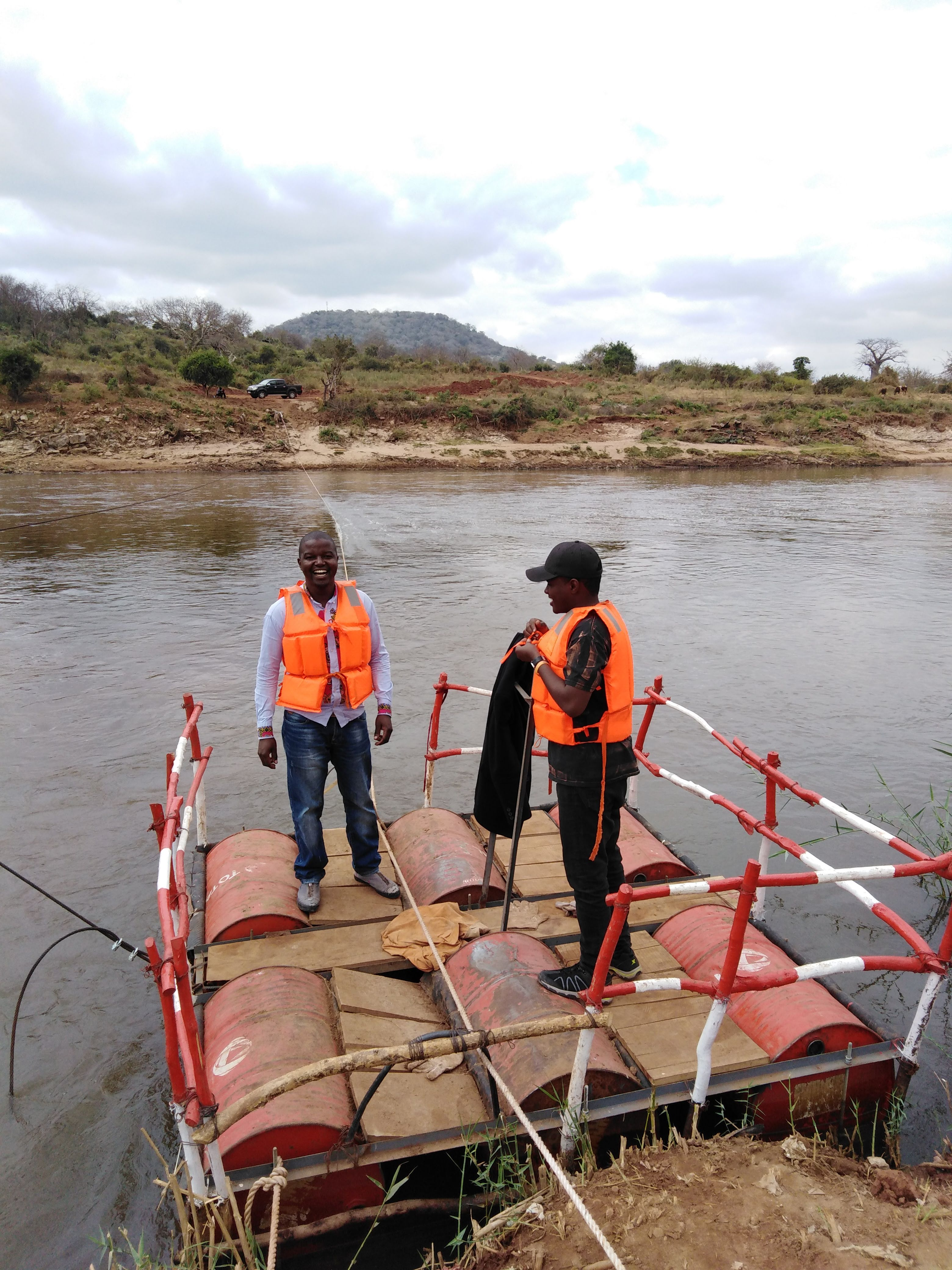
Traversée du Thwake séparant le comté de Makueni et celui de Kitui.

Le comté de Makueni, ou district de Makueni, est un des Comtés du Kenya, dans l'ancienne Province orientale du Kenya. Sa capitale, et ville la plus importante, est Wote. Lors du recensement de 2009, le district comptait 554 527 habitant pour 8 008,9 km2.

## Divisions administratives
| Division                        | Population* | Pop. urbaine* | Chef-lieu   |
| ------------------------------- | ----------- | ------------- | ----------- |
| Kaiti                           | 46 107      | 501           | Kilala      |
| Kalawa                          | 14 039      | 0             | Kalawa      |
| Kasikeu                         | 35 719      | 1 848         | Kasikeu     |
| Kathonzweni                     | 65 738      | 0             | Kathonzweni |
| Kibwezi                         | 80 236      | 4 695         | Kibwezi     |
| Kilome                          | 46 204      | 0             | Mukaa       |
| Kilungu                         | 67 741      | 0             | Mukaa       |
| Kisau                           | 50 510      | 1 905         |             |
| Makindu                         | 50 299      | 2,482         | Makindu     |
| Matiliku                        | 38 867      | 0             | Matiliku    |
| Mbitini                         | 48 729      | 3 266         | Emali       |
| Mbooni                          | 55 984      | 1 786         | Mbooni      |
| Mtito Andei                     | 66 663      | 3 966         | Mtito Andei |
| Tulimani                        | 32 717      | 0             |             |
| Wote                            | 40 353      | 4 708         | Wote        |
| Total                           | 771 545     | 25 157        | -           |
| * recensement de 1999. Sources, |             |               |             |

## Statistiques
Son taux d'urbanisation est de 11,8, contre 32,3 pour l'ensemble du Kenya, et son taux de pauvreté de 64,1, contre 45,9 pour l'ensemble du Kenya.